# Polypedilum crassiglobum
Polypedilum crassiglobum är en tvåvingeart som beskrevs av Zhang och Wang 2004. Polypedilum crassiglobum ingår i släktet Polypedilum och familjen fjädermyggor. Inga underarter finns listade i Catalogue of Life.